# Csörgey Titusz
Csörgey Titusz (Nezsider, 1875. augusztus 12. – Tapolca, 1961. december 15.) magyar ornitológus, festőművész. Herman Ottó tanítványaként rövid idő alatt az ornitológia legjobbjai közé sorolták és nemzetközi összehasonlításban is a kiemelkedő természettudósok közé emelkedett.

## Gyermekkora
A moson vármegyei Nezsideren született 1875. augusztus 12-én. Apja bohém természete miatt anyai nagyszülei vették magukhoz, s ezért 1900-ban felvette az ő családnevüket. Iskoláit először Dunaszerdahelyen és Pozsonyban végezte, később Sopronba került. A bencés gimnáziumban tanult, ahol természetrajz tanára Fászl István, a kiváló ornitológus volt. Ő felfigyelt madártan iránti érdeklődésére és magával vitte fertői útjaira. Magától tanult meg preparálni és ezt a tudását művészi fokra fejlesztette, élethű preparátumai a Magyar Madártani Intézet gyűjteményének legszebb darabjai voltak.

## Ornitológiai munkássága
Fászl ajánlatára került egyetemi hallgatóként a Madártani Intézetbe 1895-ben. Herman Ottó az Intézet vezetője megbízta Petényi Salamon János hátrahagyott madártani jegyzeteinek tudományos feldolgozásával. 1904-ben jelent meg a kritikailag rendezett anyag könyv formában magyar, 1905-ben német nyelven Csörgey illusztrációival. 1901-ben Sopronba került, ahonnan betegen tért haza. Herman kieszközölte számára, hogy lábadozás címén öt hónapot az Adria partján tölthessen a madárvonulás tanulmányozásával. Megfigyeléseiről az intézet évkönyvében az Aquilában számolt be (1902, 1903).
Amikor az Intézet 1901-ben a Földművelésügyi Minisztérium fennhatósága alá kerül, és Chernel István szorgalmazására a gazdasági madártan is a programjába került, Csörgeyre várt a gyakorlati madárvédelem magyarországi megalapozása és megszervezése. E program minél alaposabb megvalósítása érdekében 1903-ban Seebachba utazott. Hónapokat töltött Hans von Berlepsch madárvédelmi mintatelepén, ahol behatóan tanulmányozta az akkor már világhírűvé vált madártelepítési módszereket. Hazatérve ő vetette meg a gyakorlati madárvédelem alapjait a fészekodúgyár megszervezésével. A Herman Ottó és az ő iránymutatásával Kühnel Márton kárászi fűrésztelep-tulajdonos által gyártott madárvédelmi berendezések kelendő exportcikké váltak, majd 1929-ben a barcelonai világkiállításon aranyérmet nyertek. „Útmutató a mesterséges fészekodúk alkalmazásához” címmel saját képeivel illusztrált brosúrát jelentetett meg, amely az FM kiadványaként, a gyakorlati madárvédelem módszertanának állandóan keresett forrása lett. Ez további kiadásokat ért meg (1906, 1907); 1910-ben németül is megjelent, majd 1913-tól kezdődően „Madárvédelem a kertben” címmel folytatódott időszakos megjelenése, s ettől kezdve további 10 kiadást ért meg, az utolsót 1948-ban.
Ez idő alatt a madárvédelem eszközeit sokszorosan tökéletesítette, fejlesztette. A ma is használatos mesterséges madárodúk és etető-típusok megtervezésével segítette elő a gyakorlati madárvédelem terjedését. Az elért eredményeket „Madárvédelmi tanulmányok” címen folyamatosan közreadta az Aquilában, de előadásokat is tartott, népszerűsítő cikkeket írt, melyek nagy visszhangra találtak országszerte. Nagyon népszerű ember volt, hiszen tudóstársaival ellentétben közérthetően fogalmazta meg tanait és fontos céljának tartotta, hogy a hétköznapi emberek számára is érthetővé tegye az ornitológia tudományát.
Széles körű természettudományos műveltségével, biológiai iskolázottságával a gazdasági madártan egyéb területein is eredményesen munkálkodott. Különösen nagy jelentőségűek a vetési varjú táplálkozását tisztázó gyomortartalom-analízisei, majd a gazdasági érdekű hasznos és káros tevékenységükben a környezeti tényező-változások döntő befolyásának kimutatása. A madarak gazdasági jelentőségének elbírálásánál ez fontos, elvi jelentőségű megállapítás. A gazdasági madártan terén elért eredményei alapján a Földművelésügyi Miniszter a római Nemzetközi Mezőgazdasági Intézet szaktudósítójának nevezte ki.
Eközben régi kedvenc tudományához, a faunisztikához sem lett hűtlen. Ő vezette be a magyar faunába a héjasast (1904), a kis héját (1906), a dolmányos sirályt (1908) és a vörösnyakú ludat (1915). Előadásaival tevékeny részt vett a nemzetközi madártani kongresszusokon is, így 1905-ben Londonban, 1910-ben Berlinben, 1926-ban Koppenhágában, 1930-ban Amszterdamban, 1928-ban Genfben tartott előadást a Nemzetközi Madárvédelmi Bizottság ülésén.
Herman Ottó halálával már fiatalon rá hárult az Intézet vezetésének gondja, hiszen Herman utóda, Chernel István Kőszegen élt, csak a tudományos irányítást tartotta fenn magának, az Intézet ügyeinek intézése mint igazgatóhelyettesre Csörgeyre hárult. Chernel halála után lett tényleges vezető igazgatóként. Ez az időszak már a háború és az azt követő nehéz gazdasági helyzet gondjai között telt, amely a mind jobban elhatalmasodó reumatikus betegségével együtt aláásta munkaképességét. Ekkor már országos hírű tudós, a magyar madárvédelem elhivatott, köztiszteletben álló vezetője volt. Tudományos érdemeit a külföld is elismerte és értékelte: az American Ornithologists; Union levelező tagjává (1932), a bajor Ornithologische Gesellschaft tiszteletbeli tagjává választotta (1933). Életművének legméltóbb elismeréseként pedig a Debreceni Tudományegyetem 1934-ben díszdoktorrá avatta.

### Képzőművészeti tevékenysége

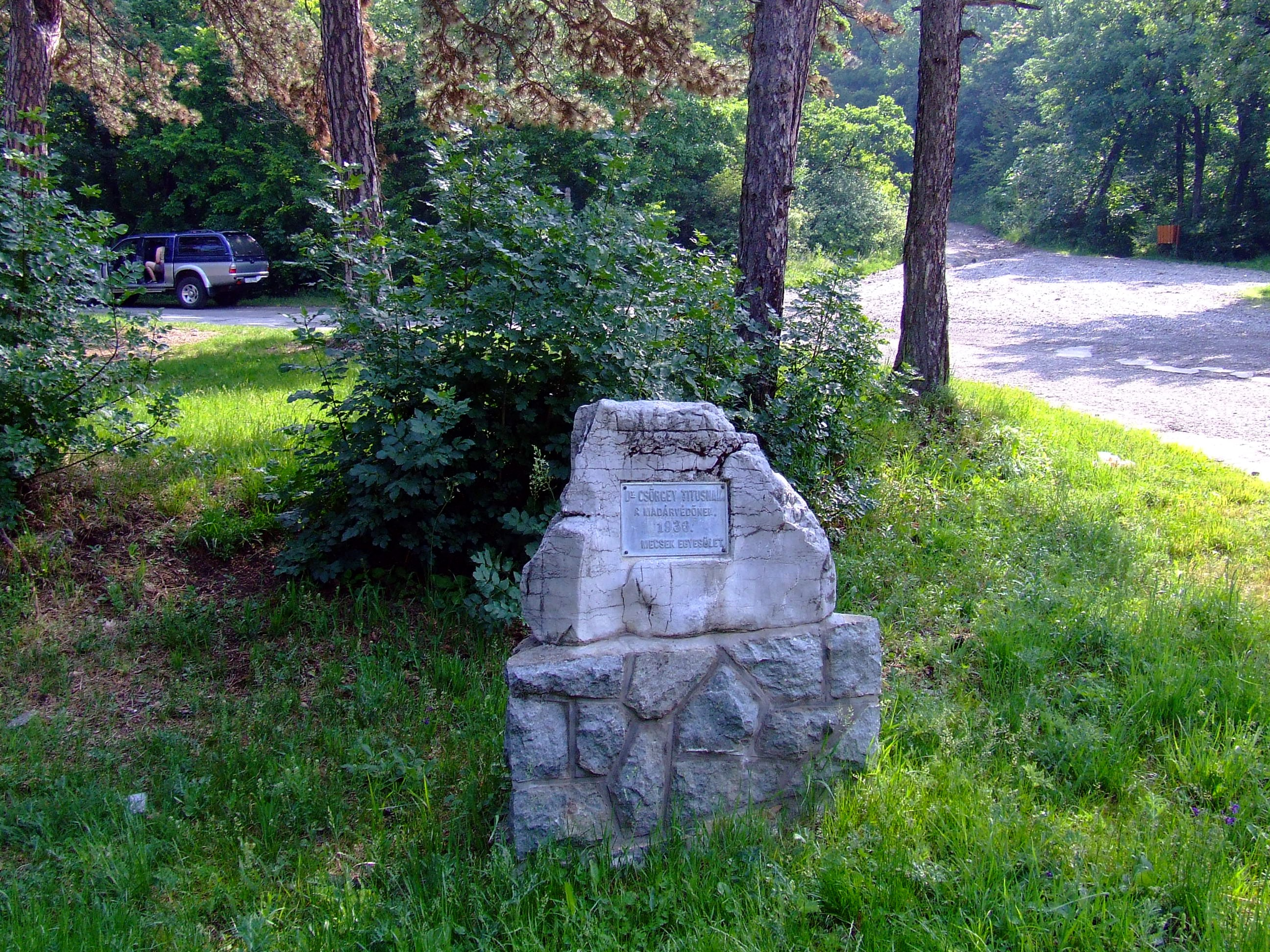
Csörgey Titusz-emlékkő a mecseki Tubes közelében, a 6603-as út mentén

Képzőművészeti tehetségének legeredetibb alkotásai, madárképei, a század elején világviszonylatban is a madárillusztráció élvonalában álltak. Sok külföldi szerző igyekezett Csörgey-képekkel díszíttetni munkáját, így Snoitckaet van Schattbtjeg holland madarakról szóló könyvét (1908), a holland madárvédő egyesület évkönyvét (1933), B. Dtjval olasz madárvédelmi kiadványait (1932).
Jellemző puritán egyéniségére és az Intézet iránt érzett áldozatkészségére, hogy az előbb említett olasz könyvek illusztrálásáért járó tekintélyes tiszteletdíjat az akkor nagy anyagi nehézségekkel küzdő Aquila évkönyv megjelentetésének elősegítésére fordította.

## Nyugdíjas évei
1935-ben ment nyugalomba, kísérletügyi főigazgatói ranggal. A Balaton mellé, Ábrahámhegyre költözött kis kertes házába véglegesen. Horgászattal és a ház körüli kerti munkával töltötte idejét, amíg ereje engedte. Itt visszahúzódva, saját szavaival pákászként élt, míg barátai és kortársai "ábrahámi remetének" hívták.
Szeretett Intézetének 1945-ben történt tragikus pusztulása (amikor legszebb madárképeinek eredeti példányai is elpusztultak) nagy lelki megrázkódtatást jelent számára. Évekig nem hallatott magáról, később azonban az újjáéledő Intézet sorsa mind jobban érdekelte. Bár hallását az utolsó években csaknem teljesen elvesztette, szelleme, érdeklődése friss maradt. 1961 december elején a feleségével együtt a tapolcai kórházba került, akin szívgyengeség jelei mutatkoztak, ő pedig fizikai leromlottsága, kimerültsége miatt szorult ápolásra. December 16-án hunyt el, egy héttel felesége halála után, akinek elhunytát előtte – kíméletből – eltitkolták.

## Művei
- Öt hónap Spalatóban; Hornyánszky Ny., Bp., 1903
- Hauer Béla–Soós Lajos–Csörgey Titus: A vetési varjú gazdasági jelentősége; Magyar Ornitológiai Központ, Bp., 1904
- Útmutató a mesterséges fészekodvak alkalmazásához és egyéb madárvédelmi intézkedésekhez; Hornyánszky Ny., Bp., 1905 (A m. kir. Földmívelésügyi Ministerium kiadványa Magyar Ornithologiai Központ)
- Útmutató a mesterséges fészekodvak alkalmazásához és egyéb madárvédelmi intézkedésekhez; 2. bőv. kiad.; Hornyánszky Ny., Bp., 1907 (A m. kir. földmívelésügyi minister kiadványai)
- Gyakorlati madárvédelmünk 1908–1909-ben; Magyar Királyi Ornitológiai Központ, Bp., 1909
- Útmutató a mesterséges fészekodvak alkalmazásához és egyéb madárvédelmi intézkedésekhez; 3. bőv. kiad.; Hornyánszky Ny., Bp., 1910 (A m. kir. földmív. ministerium kiadványai. M. Kir. Ornithologiai Központ) (hasonmásban: 2003)
- Gyakorlati madárvédelmünk 1909–1911-ben; Jókai Ny., Bp., 1912
- Madárvédelem a kertben; Pallas Ny., Bp., 1913 (A m. kir. földmívelésügyi minister kiadványai)
- Gyakorlati madárvédelmünk 1911–12-ben; Buschmann Ny., Bp., 1913
- Madárvédelmi tanulmányok 1913-ból; Hornyánszky Ny., Bp., 1914 (A M. Kir. Ornithologiai Központ kiadványa)
- Madárvédelmi tanulmányok 1914-ből; Hornyánszky Ny., Bp., 1915 (A M. Kir. Ornithologiai Központ kiadványa)
- Almásy György–Csörgey Titusz–Schermann Szilárd: Chernelházi Chernel István élete és működése; Állami Ny., Bp., 1921
- Csörgey Titusz–Szilády Zoltán: Természetismeret. I., Környékünk állatvilága. Tájékoztató zsebkönyv cserkészek és természetkedvelők számára; Studium, Bp., 1925 (A Magyar Cserkész könyvei)
- A madárvédelem a kertben; 3. bőv. kiad.; Madártani Intézet, Bp., 1929
- Madárvédelem a kertben; 5. bőv. kiad.; Madártani Intézet, Bp., 1933
- Madárvédelem a kertben; 7. módosított kiad.; Állami Ny., Bp., 1936 (A M. kir. Madártani Intézet kiadványa)